# Весна Видојевић Гајовић
Весна Видојевић-Гајовић (рођена 4. јануара 1953. године у Обреновцу) српски је писац за децу. Дипломирала је на Филолошком факултету у Београду на групи за Општу књижевност са теоријом књижевности. Живи у Београду и ради као уредник Дечје рубрике Телевизије Београд.

## Дела
Објавила је књиге прича за децу:
- Потрага за летом (1985)
- Бабарогин рођак (1986)
- У земљи Пируежана (2000)
- Кецеља на беле туфне (2003)[2] - награда Невен, као и награда Доситејево перо

Нема домаћице без кецеље. Кецеља се припаше кад се кува ручак, перу судови, месе колачи...
Сећам се бакине кецеље на туфне. Уштиркана и чиста, дуго је висила на чивилуку. Стајала је на том месту и онда када бака више није била са нама. Њу је обукла и оног дана кад су је одвели у болницу.
- Санке за принцезу (2003)
- Детелина са четири листа (2006)
- Наша авлија (2010)[4]
- Две јапанске салвете[1]
- Словне приче
- Приче из витрине (2017)[5]
- Кад прича причу прича (2016)[6]

А ја сам највише волела нашу авлију у време великог спремања. Тада то и није била авлија већ некаква бела, перната лађа. Свуда се сунчају јастуци, јоргани, душеци. На конопцу висе окачени капути и одела. Нецане завесе су се растезале на дрвене рамове, а рамови прислањали на зид куће који је најосунчанији. Као да смо се одједном нашли у чаробној земљи неке непознате планете.
сликовницу Свако своју кућу има (1990).
романе за децу:
- Зелени папагај (1994)
- Пуженко и његова кућа (2001) - награда Змајевих дечјих игара, Раде Обреновић и Доситејево перо
- Едаров пас (2007).

Носилац је награде Змајев штап, 52. Змајевих дечјих игара, 2009. године. Радио Београд је емитовао шест њених драма за децу. Награђене су:
- Рукавице-бунтовнице (1981)
- Зимски сладолед (2000)
- Кућа из снова (2000)
- Гизела је торта

Аутор је читанке за трећи разред основне школе. Преводила је приче за децу са енглеског и италијанског језика. Заступљена је у неколико антологија и читанки. За Школску редакцију Телевизије Београд урадила је многе серије и емисије за децу, од којих су најпознатије:
- Књига је да се чита
- Путоказ
- Изабери своју књигу
- О роману
- Лирика
- Мали декламатор
- Петар Петровић Његош[8]
- Вуков лексикон[8]
- Змајева библиотека
- Писци из моје читанке
- Књижевна школица
- Вечни сјај детињства
- Кукурику шоу - луткарска серија[1]